# Дуговая защита
Дуговая защита — особый вид быстродействующей защиты от коротких замыканий,. основанный на регистрации спектра света открытой электрической дуги.

## Последствия дуговых замыканий

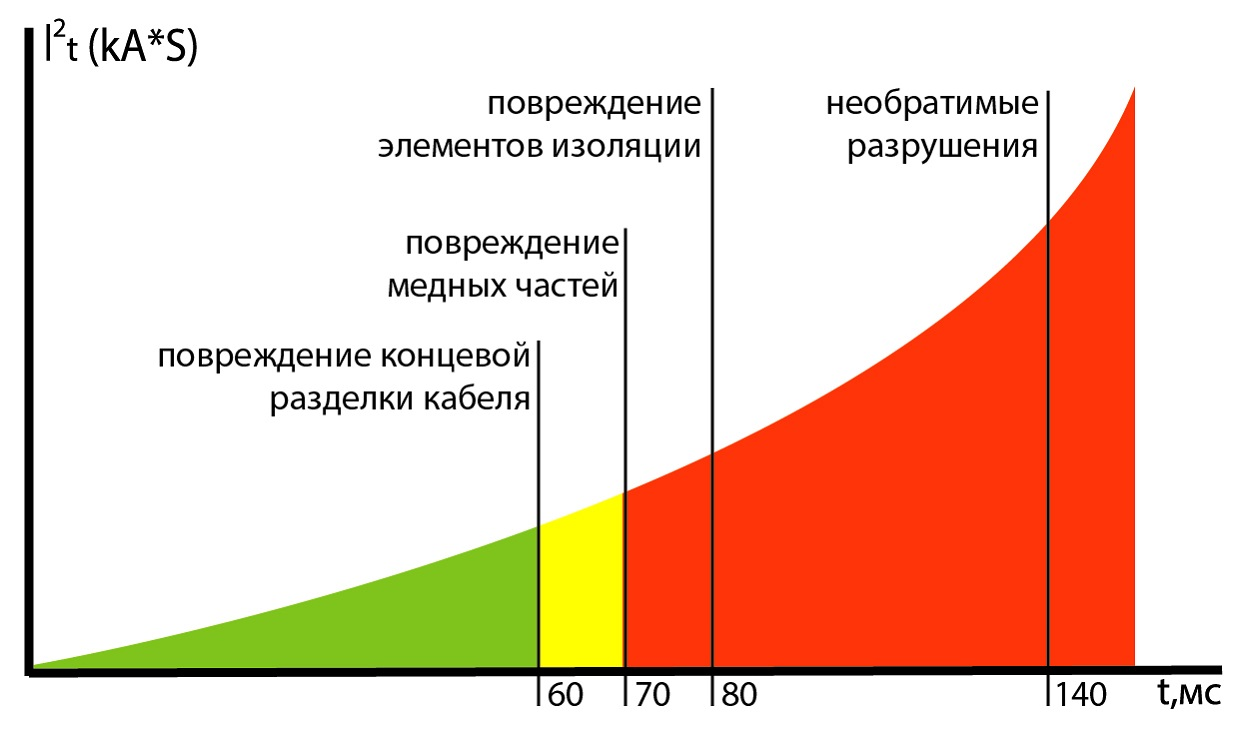
Зависимости степени повреждения элементов КРУ от времени горения дуги

Значительную опасность для комплектных распределительных устройств (КРУ) напряжением 6-10 кВ представляют внутренние короткие замыкания (КЗ), сопровождаемые 
электрической дугой (ЭД). Температура электрической дуги может достигать значений порядка
7000 … 12000 °C за время менее одного периода промышленной частоты.
Электрическая дуга воздействует на элементы конструкции КРУ, вызывая повреждения различной степени тяжести, а в случае отсутствия адекватных и своевременных мер по её ликвидации неминуемо приводит к их разрушению.
Опыты, проведенные в научно-исследовательском центре испытаний высоковольтной аппаратуры (НИЦ ВВА), показывают, что открытая электрическая дуга в изолированных отсеках КРУ приводит к повреждению изоляции (как правило, это проходные изоляторы). Степень ущерба зависит от типа изоляционного материала, величины тока КЗ и времени его протекания.

## Дуговая защита шин
Дуговая защита шин (ДуЗШ) или защита от дуговых замыканий (ЗДЗ) применяется для защиты сборных шин и элементов ошиновки распределительных устройств 6-10 кВ, размещенных в закрытых отсеках (КРУ или КРУН). Работа защиты основана, в основном, на физическом принципе. Может реагировать на два фактора: вспышка света в отсеках распредустройства и на механическое воздействие дуги. В связи с этим может применяться только в КРУ, где все токоведущие части размещены в закрытых отсеках.

## ЗДЗ клапанного типа
На повышение давления воздуха в ограниченном отсеке ячейки КРУ реагирует ЗДЗ клапанного типа. В ЗДЗ этого типа в качестве датчика, реагирующего на повышение давления воздуха, используются специальные разгрузочные клапаны с путевыми выключателями, смонтированные в КРУ.

## ЗДЗ с мембранным выключателем
Представляет из себя систему из шлангов, вентилей обратного давления и мембранного выключателя. В каждый защищаемый отсек ячейки подводится шланг, объединение шлангов производится через вентили обратного давления, объединённый участок подключается к мембранному выключателю, реагирующему на волны давления, создаваемые электрической дугой.

## ЗДЗ фототиристорного типа
На световую вспышку от электрической дуги реагируют ЗДЗ фототиристороного типа. В качестве датчика, реагирующего на световую вспышку от электрической дуги используется фототиристор.

## ЗДЗ волоконно-оптического типа
Как и ЗДЗ фототиристорного типа, данный тип ЗДЗ реагирует на световую вспышку от электрической дуги. В качестве датчика, реагирующего на световую вспышку от электрической дуги используется волоконно-оптический датчик (ВОД).
Применяется два типа ВОД:
- петлевого типа;
- радиального типа.

ВОД размещаются по одному в каждом отсеке ячейки КРУ:
- в отсеке ввода;
- в отсеке выкатного элемента;
- в кабельном отсеке;
- в пространстве шинного моста.

Применяются также эконом-варианты размещения ВОД - так, например, один ВОД может быть одновременно размещен и в шинных отсеках и в отсеках выкатных элементов в нескольких ячейках одной секции.
При дуговом КЗ каждый ВОД фиксирует световую вспышку от электрической дуги и формирует сигнал «Срабатывание», которые передается по ВОЛС на МП терминал ЗДЗ. В свою очередь МП терминал ЗДЗ на основании сигналов «Срабатывания» от ВОД формирует команды на отключение соответствующих выключателей с целью ликвидации дугового КЗ.
Для предотвращения неправильной работы ЗДЗ предусматривается токовый контроль - сигнал на отключение выдается МП терминалом ЗДЗ только при наличии 2-х факторов:
- сигнала «Срабатывание» от ВОД;
- сигнала «Пуск МТЗ» от терминала защиты (терминала защиты ввода КРУ или терминала защиты стороны ВН трансформатора).

При наличии только сигнала «Срабатывание» от ВОД без сигнала «Пуск МТЗ» отключение выключателей от ЗДЗ не происходит и МП терминал ЗДЗ выдает сигнал «Неисправность ВОД».

##### Построение оптико-электрических дуговых защит
Оптико-электрические дуговые защиты по типу используемых датчиков можно разделить на две группы: с полупроводниковыми фотодатчиками и с волоконно-оптическими датчиками. Тип датчика определяет не только алгоритмы обработки информации, но и исполнение защит, которые можно классифицировать как индивидуальные и централизованные.
Централизованная защита, как правило, предназначены для защиты секции или группы ячеек и не обеспечивают селективного выявления зоны повреждения. Оптические датчики, например полупроводниковые фотоприборы, соединяются параллельно, а ВОД включается в виде петли.
Индивидуальное исполнение защиты позволяет выполнить воздействие на выключатель поврежденной ячейки, обеспечить селективность действия защиты и выявить поврежденную зону.

##### Построение оптико — электрических дуговых защит (ОЭДЗ)
Дуговая защита КРУ должна строиться с учетом его конструктивных особенностей и типов коммутационных аппаратов. Для этого необходимо выделить как особые элементы распредустройства, к которым относятся ячейки вводного выключателя, ячейка секционного выключателя, особые зоны (отсеки) ячеек КРУ: отсек шинного моста, отсеки высоковольтных выключателей, трансформатора напряжения и т. д. Такое деление КРУ на зоны позволит наиболее оптимально выполнять воздействия на коммутационные аппараты с минимизацией объёмов повреждений.
При КЗ в особых элементах требуется отключение секции без выдержки времени, а при КЗ в особых зонах, например, в отсеках измерительных трансформаторов тока, кабельной разделки и проходных изоляторов возможно отключение только поврежденной ячейки, например, при использовании вакуумных выключателей.
Горение дуги в ячейке вводного выключателя требует воздействия на отключение не только секционного выключателя, но и выключателя со стороны высшего напряжения силового трансформатора. Повреждение же секционного выключателя требует отключения вводных выключателей. С учетом вышеизложенного защита должна обеспечивать селективное выявление дуговых коротких замыканий в ячейках и их отсеках.
Существует также и другой подход в построении дуговой защиты КРУ, согласно которому любое КЗ в КРУ должно отключаться вводным выключателем, что приводит к «погашению» секции. Такой подход упрощает реализацию защиты и допускает объединение датчиков, например, позволяет выполнять оптико-электрический датчик единым, что имеет место при использовании ВОЛС, соединенной в «петлю». При реализации защиты по первому варианту возможно объединение ОЭДЗ и устройств, воздействующих на одни и те же выключатели.

## Распределённо-независимая ЗДЗ
Приведенные выше типы ЗДЗ (ЗДЗ клапанного и мембранного типов, ЗДЗ с мембранным выключателем, ЗДЗ фототиристорного и волоконно-оптического типа) относятся к классу регистраторов (датчиков) дугового замыкания.
Система дуговой защиты шин с применением подобных регистраторов зависит от устройств релейной защиты, обеспечивающих токовый контроль, и промежуточных реле, действующих на отключение высоковольтного выключателя. Суммарное быстродействие подобных систем, как правило, составляет 30 мс и более.
Распределённо-независимая ЗДЗ исключает необходимость использования сторонних устройств пуска по току и промежуточных реле, что значительно повышает надежность системы и многократно увеличивает её быстродействие.
Распределённо-независимая ЗДЗ обладает следующими основными особенностями:
- встроенный орган измерения тока для организации независимого токового контроля;
- встроенное мощное реле прямого действия на выключатель.

Для повышения быстродействия в современных устройствах ЗДЗ выполнен отказ от дискретного преобразования Фурье в пользу более быстродействующих методов работы токового органа (работа по мгновенным значениям, анализ первой и второй производной тока и др.)

## Требования нормативных документов
Необходимо отметить, что требования и методы испытаний дугостойкости элементов оборудования КРУ, требования к быстродействию и типу дуговой защиты, сегодня не регламентированы. В существующих директивных (Приказы РАО «ЕЭС России» от 01.07.98 N 120 «О мерах по повышению взрывопожаробезопасности энергетических объектов» и от 29.03.2001 N 142 "О первоочередных мерах по повышению надежности работы РАО «ЕЭС России») и нормативных («Правила технической эксплуатации электрических станций и сетей», 15-я редакция, п. 5.4.19) документах существуют лишь требования о необходимости наличия быстродействующей защиты от дуговых коротких замыканий внутри шкафов КРУ.